# Тараканы (роман)
«Тараканы» (норв. Kakerlakkene) — детективный роман норвежского писателя Ю Несбё, второй в серии о детективе Харри Холе.

## Сюжет
Норвежский полицейский Харри Холе расследует убийство посла Норвегии в Таиланде. Работая на Криминальный отдел полиции Осло, он смешивается с преступниками в теневых районах Бангкока, и, в конечном счёте, понимает, что в преступление вовлечены важные люди. Попутно Харри переживает о своей семье — овдовевшем отце и сестре, которую изнасиловали за несколько месяцев до отъезда Харри на задание в Таиланд.
Роман описывает быт и нравы Таиланда, выставляя напоказ (как и в предыдущем романе) неприятные подробности — проституцию, педофилию, отношение белых (фарангов) к тайцам, подковёрные интриги при строительстве развивающейся страны.
Роман доступен на русском языке в переводе Татьяны Чесноковой.

## Отзывы и критика
«По сравнению с более зрелыми и совершенными вещами цикла — „Спасителем“, „Снеговиком“ или „Леопардом“ — нынешний роман Несбё рискует показаться читателю чуть более простым и прямолинейным» — считает Галина Юзефович. — «Прочерченная недрогнувшей рукой стремительная прямая ведёт от интригующей завязки к драматической развязке, не закладывая по дороге изящных петель и головокружительных виражей, которые станут фирменной приметой более поздних текстов автора. Впрочем, едва ли эту особенность „Тараканов“ можно счесть серьёзным недостатком: все жанровые ожидания читателя выполняются в романе сполна, а обилие тонко подмеченных деталей и великолепных, ручной лепки характеров превращают детектив в произведение высокого искусства».
Терье Торсен из газеты Dagbladet назвал состав героев романа причудливым и счёл их плоскими, за исключением американо-тайского офицера полиции Лиз Крамли.